# 12873 Clausewitz
12873 Clausewitz è un asteroide della fascia principale. Scoperto nel 1998, presenta un'orbita caratterizzata da un semiasse maggiore pari a 2,3450719 UA e da un'eccentricità di 0,1249806, inclinata di 5,33727° rispetto all'eclittica.